# Margheritine di Stresa
Le margheritine di Stresa sono biscotti tipici di Stresa, creati nel 1857 dal pasticciere Pietro Antonio Bolongaro titolare dell'omonima pasticceria. Derivano il nome da quello della principessa Margherita di Savoia, futura regina d'Italia, alla quale erano stati offerti in occasione della sua prima comunione, celebratasi appunto nel 1857.
Talmente le piacquero che, un tempo divenuta regina, stabilì che quei biscotti fossero i dolci tradizionali da offrire ogni anno per il ricevimento di Ferragosto di Casa Savoia.
Gli ingredienti sono tuorlo d'uovo sodo setacciato, burro, farina, fecola, vaniglia e buccia di limone grattugiata.